# Partido Socialista
De Partido Socialista (Portugees voor Socialistische Partij) is een Portugese politieke partij. De signatuur van de PS is sociaaldemocratisch.
De PS is lid van de Socialistische Internationale en van de Partij van Europese Socialisten.

## Geschiedenis
De eerste Portugese socialistische partij werd in 1875 gesticht door Azedo Gneco, Antero de Quental, José Fontana en andere linksgeoriënteerde betrokkenen. De socialisten steunden de in 1910 uitgeroepen republiek en boekten matige successen bij de parlementsverkiezingen (1911: 2 zetels; 1912: 3 zetels; 1925: 2 zetels). Na de staatsgreep van generaal Manuel de Oliveira Gomes da Costa in mei 1926 werden alle politieke partijen, waaronder de socialistische partij, verboden. Sindsdien opereerde de partij in het geheim. Socialisten werden hevig vervolgd door het militaire regime (1926-1933) en later onder de Estado Novo ("Nieuwe Staat") van premier António de Oliveira Salazar en premier Marcello Caetano (1933-1974).
De geschiedenis van de Partido Socialista gaat terug tot april 1964. Op die datum werd in Genève, Zwitserland de Acção Socialista Portuguesa (Portugese Socialistische Actie) opgericht. Bij de oprichting waren onder anderen betrokken: Mário Soares, María de Jesus Barroso Soares (vrouw van Mário Soares), Francisco Ramos da Costa en Manuel Tito de Morais. De PS was in Portugal verboden door de regering van premier Salazar. De ASP ontplooide echter wel illegale activiteiten in Portugal en gaf sinds mei 1967 een (geheim) tijdschrift uit: "Portugal Socialista".
Met het aftreden van Salazar in 1968 kwam Marcello Caetano dat jaar als premier aan de macht. Hij voerde minimale hervormingen in en stond bij de verkiezingen van 1969 oppositie toe, overigens niet van partijen. Soares en de andere sociaaldemocraten vormden een kieslijst, Comissão Eleitoral de Unidade Democrática (CEUD), maar wisten geen zetels te veroveren in het Portugees parlement. Een soortgelijke kieslijst werd in 1973 ook gevormd, nu een combinatie van de progressieve katholieken en de sociaaldemocraten. De naam van deze kieslijst luidde Comissão Democrática Eleitoral (CDE). Soares en andere leidende socialisten werd het echter niet toegestaan om campagne te voeren. Weer werden er geen zetels veroverd.
Op 19 april 1973 werd de ASP in Bad Münstereifel (Duitsland) omgevormd tot de Partido Socialista. Men koos Soares tot eerste secretaris-generaal. De PS ontving steun van de West-Duitse SPD (Sozialdemokratische Partei Deutschlands) en Soares werd gezien als de protegé van Willy Brandt, de toenmalige Duitse bondskanselier. Soares bouwde uitstekende contacten op met andere West-Europese sociaaldemocratische partijen en de PS trad toe tot de Socialistische Internationale.
Daags na de Anjerrevolutie (25 april 1974) vroeg de nieuwe president António de Spínola de in ballingschap levende politici en activisten naar Portugal terug te keren om er deel te nemen aan het politieke proces. De sociaaldemocratische leiders, onder wie Soares en Ramos da Costa, keerden naar Portugal terug. Soares en de zijnen zagen het als hun belangrijkste opdracht de kaderpartij om te zetten in een ware volkspartij. In de jaren daarna ontwikkelde de PS zich tot een van de grootste, best georganiseerde en krachtigste partijen in Portugal en een geduchte concurrent van de (centrumrechtse) Sociaaldemocratische Partij. De PS heeft in de periode 1974-heden vaak de regeringsverantwoordelijkheid gedragen. Mário Soares was van 1986 tot 1996 president van Portugal. Jorge Sampaio was dat van 1996 tot 2006.
In oktober 2004 werd José Sócrates tot partijleider gekozen. Bij de parlementsverkiezingen van 20 februari 2005 boekte de PS een overwinning en behaalde voor de eerste maal in haar geschiedenis een parlementaire meerderheid (120 van de 230 zetels). Sócrates was van 2005 tot 2011 premier van Portugal. Bij de parlementsverkiezingen van 2011 verloor de PS fors, waarna Sócrates opstapte en de partij in de oppositie belandde.
In 2014 werd António Costa, toenmalig burgemeester van Lissabon, gekozen tot partijleider. Onder zijn leiding boekte de PS bij de parlementsverkiezingen in oktober 2015 twaalf zetels winst en kwam uit op een totaal van 86. Daarmee bleef het de tweede partij van Portugal, maar Costa slaagde erin een alliantie te smeden met drie andere linkse partijen in het parlement: het Links Blok, de Portugese Communistische Partij en de Groene Partij. Met de (gedoog)steun van deze partijen had Costa een meerderheid te pakken, waarna hij in november 2015 tot nieuwe premier van Portugal werd benoemd.
Mede dankzij een succesvol economisch beleid onder premier Costa boekte de PS bij de parlementsverkiezingen van 2019 een grote overwinning: de partij werd met 108 zetels de grootste in het parlement. Ruim twee jaar later, bij vervroegde verkiezingen in januari 2022, was het succes zelfs nog groter toen de partij er nog eens 12 zetels bijkreeg en uitkwam op een totaal van 120 zetels, een absolute meerderheid. Het was na 2005 de tweede keer dat de PS een dergelijk resultaat behaalde.
Na ruim negen jaar trad Costa in januari 2024 af als partijleider. Hij werd opgevolgd door Pedro Nuno Santos. Na de parlementsverkiezingen van 2024, waarbij de PS terugviel naar 78 zetels, kwam ook een einde aan Costa's premierschap.

## Ideologie
De ideologie van de Partido Socialista is de sociaaldemocratie. Het huidige beginselprogramma werd tijdens de VIde partijdag van 1986 aangenomen.

## Jeugdafdeling
De PS heeft ook een jeugdafdeling, de Juventude Socialista (Jeugdige Socialisten) genaamd.

## Europa
De PS is Europees-georiënteerd en maakt deel uit van de Partij van Europese Socialisten (PES). In het Europees Parlement behoort de PS tot de Progressieve Alliantie van Socialisten en Democraten.

## Secretarissen-generaal
- Mário Soares (1973–1986)
- Almeida Santos (1986, ad interim)
- Vítor Constâncio (1986–1989)
- Jorge Sampaio (1989–1992)
- António Guterres (1992–2002)
- Ferro Rodrigues (2002–2004)
- José Sócrates (2004–2011)
- António José Seguro (2011–2014)
- Maria de Belém Roseira (2014, ad interim)
- António Costa (2014–2024)
- Pedro Nuno Santos (sinds 2024)

## Verkiezingsresultaten

### Portugese parlementsverkiezingen
De PS behaalde de volgende resultaten bij de verkiezingen voor de Assembleia da República:
| Jaar | Percentage             | Zetels    | Positie                                                                                 |
| ---- | ---------------------- | --------- | --------------------------------------------------------------------------------------- |
| 1975 | 37,9%                  | 116 / 250 | Grondwetgevende vergadering                                                             |
| 1976 | 34,9%                  | 107 / 263 | minderheidsregering (1976–1978) coalitieregering (met CDS) (1978) oppositie (1978–1979) |
| 1979 | 27,3%                  | 74 / 250  | oppositie                                                                               |
| 1980 | deel van alliantie FRS | 66 / 250  | oppositie                                                                               |
| 1983 | 36,1%                  | 94 / 250  | coalitieregering (met PSD)                                                              |
| 1985 | 20,8%                  | 57 / 250  | oppositie                                                                               |
| 1987 | 22,2%                  | 60 / 250  | oppositie                                                                               |
| 1991 | 29,1%                  | 72 / 230  | oppositie                                                                               |
| 1995 | 43,8%                  | 112 / 230 | minderheidsregering                                                                     |
| 1999 | 44,1%                  | 115 / 230 | minderheidsregering                                                                     |
| 2002 | 37,8%                  | 96 / 230  | oppositie                                                                               |
| 2005 | 45,0%                  | 121 / 230 | meerderheidsregering                                                                    |
| 2009 | 36,6%                  | 97 / 230  | minderheidsregering                                                                     |
| 2011 | 28,1%                  | 74 / 230  | oppositie                                                                               |
| 2015 | 32,3%                  | 86 / 230  | minderheidsregering                                                                     |
| 2019 | 36,3%                  | 108 / 230 | minderheidsregering                                                                     |
| 2022 | 41,4%                  | 120 / 230 | meerderheidsregering                                                                    |
| 2024 | 28,0%                  | 78 / 230  | oppositie                                                                               |

### Europese parlementsverkiezingen
De PS behaalde de volgende resultaten bij de verkiezingen voor het Europees Parlement:
| Jaar | Percentage | Zetels  |
| ---- | ---------- | ------- |
| 1987 | 22,5%      | 6 / 24  |
| 1989 | 28,5%      | 8 / 24  |
| 1994 | 34,9%      | 10 / 25 |
| 1999 | 43,1%      | 12 / 25 |
| 2004 | 44,5%      | 12 / 24 |
| 2009 | 26,5%      | 7 / 22  |
| 2014 | 31,5%      | 8 / 21  |
| 2019 | 33,4%      | 9 / 21  |
| 2024 | 32,1%      | 8 / 21  |